# لسان العرب
لِسانُ العَرَبِ هو مُعجَمٌ لُغَوِيٌّ عَرَبِيٌّ من تَصنِيفِ ابنِ مَنْظُورٍ الأنصاري (ت. 711 هـ). قال الزركلي في وصف المعجم أن مؤلفه «جَمَعَ فِيهِ أمَّهات كتب اللغة، فكاد يُغني عنها جميعًا».
قال البعلبكي: يُعَد أشهر المعاجم العربية غيرَ مُنازَع، لضخامة مادته، ولاشتماله على مجموعة كبيرة من الشواهد الصحيحة التي استقاها من القرآن الكريم، والحديث النبوي الشريف، ومن أمثال العرب، وأشعارها. وانتهى ابن منظور من تأليفه في سنة 690هـ.

## الوصف
مؤلف اللسان هو محمد بن مُكَرَّم بن علي ابن منظور الأنصاري الخَزْرَجي (630 هـ - 711 هـ/ 1232 م - 1311م) مؤرخ، وعالم باللغة، وقاضي طرابلس الغرب. قال عنه ابن حجر: «كان مُغرًى باختصار كتب الأدب المطوَّلة».
صرّح ابن منظور في مُقدّمة كتابه أنّه مُرتّبٌ ترتيبَ الصحاح للجوهري  ، فهو مرتّب على نظام: أواخر الأُصول، فيبدأ أوّلًا بالكلمات التي آخرها: (ألف) وأوّلُها (ألف) مثل: (أبأ) وهكذا إلى أن ينتهي، وأمّا حُروف العلة فقد أفردها في فصل مستقل. وقد بدأ المؤلف أوّلًا بتفسير الحروف المقطّعة ، ثم: (باب: ألقاب الحروف وطبائعها وخواصها) ، ثم شرَع في استقصاء الكلمات.
«لسان العرب»، من أوسع معاجم العربية للألفاظ، رمى مؤلفه من خلاله إلى أمرين: الاستقصاء والترتيب، وقد صرّح في مقدمة المعجم بمصادره، وهي خمسة:
- «تهذيب اللغة» لأبي منصور الأزهري (ت 370 هـ)
- «الصحاح» للجوهري (ت 393 هـ)
- «المحكم» لابن سِيْدَه (ت 458 هـ)
- «حواشي ابن برّي» (ت 582 هـ) على الصحاح
- «النهاية في غريب الحديث والأثر» لابن الجَزَري (ت 606 هـ)[8]

وقد رتّبه على أساس الحرف الأخير من الجذر الثلاثي، واضعًا ذلك بُغْيةَ تمكين الشعراء من العثور على القوافي التي يطلبونها لقصائدهم المطوَّلة.
ذكر ابن منظور في المقدّمة: الدافع في تأليف الكتاب، فقال: «وَإِنِّي لم أزل مشغوفا بمطالعات كتب اللُّغَات والاطلاع على تصانيفها، وَعلل تصاريفها؛ وَرَأَيْت علماءها بَين رجلَيْنِ:
1. أما من أحسن جمعه فَإِنَّهُ لم يحسن وَضعه،
2. وَأما من أَجَاد وَضعه فَإِنَّهُ لم يُجد جمعه،

فَلم يُفد حسنُ الْجمع مَعَ إساءة الْوَضع، وَلَا نَفَعت إجادةُ الْوَضع مَعَ رداءة الْجمع.
وَلم أجد فِي كتب اللُّغَة أجمل من تَهْذِيب اللُّغَة لأبي مَنْصُور مُحَمَّد بن أَحْمد الْأَزْهَرِي، وَلَا أكمل من الْمُحكم لأبي الْحسن عَليّ بن إِسْمَاعِيل ابن سِيْدَهْ الأندلسي، رحمهمَا الله، وهما من أمّهات كتب اللُّغَة على التَّحْقِيق، وَمَا عداهما بِالنِّسْبَةِ إِلَيْهِمَا ثنيَّات للطريق.
غير أَن كُلًّا مِنْهُمَا مطلب عسر المهلك، ومنهل وعر المسلك، وكأنَّ وَاضعه شرع للنَّاس موردا عذبا وجلاهم عَنهُ، وارتاد لَهُم مرعًى مربعًا ومنعهم مِنْهُ؛ قد أخّر وقدّم، وَقصد أَن يُعرب فأعجم.
فرّق الذِّهْن بَين الثنائي والمضاعف والمقلوب وبدّد الْفِكر باللفيف والمعتل والرباعي والخماسي ، فَضَاعَ الْمَطْلُوب، فأهمل النَّاس أَمرهمَا، وَانْصَرفُوا عَنْهُمَا، وكادت الْبِلَاد لعدم الإقبال عَلَيْهِمَا أَن تَخْلُو مِنْهُمَا.
وَلَيْسَ لذَلِك سَبَب إِلَّا سوء التَّرْتِيب، وتخليط التَّفْصِيل والتبويب.
وَرَأَيْت أَبَا نصر إِسْمَاعِيل بن حَمَّاد الْجَوْهَرِي قد أحسن تَرْتِيب مُخْتَصره، وشهره، بسهولة وَضعه، شهرة أبي دُلف بَين باديه ومحتضره، فخف على النَّاس أمره فتناولوه، وَقرُب عَلَيْهِم مأخذه فتداولوه وتناقلوه، غير أَنه فِي جو اللُّغَة كالذرّة، وَفِي بحرها كالقطرة، وَإِن كَانَ فِي نحرها كالدرّة؛ وَهُوَ مَعَ ذَلِك قد صحّف وحرّف، وجزف فِيمَا صرّف،
فأُتيح لَهُ الشَّيْخ أَبُو مُحَمَّد ابن بري فتتبع مَا فِيهِ، وأملى عَلَيْهِ أَمَالِيهِ، مخرِّجًا لسقطاته، مؤرِّخًا لغلطاته؛

مقارنة للجذور العربية في الدراسات الإحصائية المعاصرة، ويظهر فيها أن عدد الجذور في لسان العرب يبلغ قرابة 9300

فاستخرت الله سُبْحَانَهُ وَتَعَالَى فِي جمع هَذَا الْكتاب الْمُبَارك، الَّذِي لَا يُساهَم فِي سَعَة فَضله وَلَا يُشارَك، وَلم أخرج فِيهِ عَمَّا فِي هَذِه الْأُصُول.
ورتبته تَرْتِيب الصِّحَاح فِي الْأَبْوَاب والفصول؛ وقصدت توشيحه بجليل الْأَخْبَار، وَجَمِيل الْآثَار، مُضَافا إِلَى مَا فِيهِ من آيَات الْقُرْآن الْكَرِيم، وَالْكَلَام على معجزات الذّكر الْحَكِيم، ليتحلى بترصيع دررها عِقْدُه، وَيكون على مدَار الْآيَات وَالْأَخْبَار والْآثَار والأمثال والأشعار حلّه وعَقْدُه.
فَرَأَيْت أَبَا السعادات الْمُبَارك بن مُحَمَّد بن الْأَثِير الْجَزرِي قد جَاءَ فِي ذَلِك بالنهاية، وَجَأوَزَ فِي الْجَوْدَة حد الْغَايَة، غير أَنه لم يضع الْكَلِمَات فِي محلهَا، وَلَا رَاعى زَائِد حروفها من أَصْلهَا، فَوضعت كُلًّا مِنْهَا فِي مَكَانِهِ، وأظهرته مَعَ برهانِهِ؛ فجَاء هَذَا الْكتاب بِحَمْد الله وَاضح الْمنْهَج سهل السلوك، آمنا بمنة الله من أَن يصبح مثل غَيره وَهُوَ مطروح مَتْرُوك»
ورد في بعض الكتب إحصائيات خاطئة لعدد جذور (مداخل) أشهر المعاجم القديمة، وهي الصحاح ولسان العرب والقاموس المحيط وتاج العروس. ومن تلك الأخطاء أن عدد جذور اللسان بلغ 80 ألفاً ومن ثم تناقل الناس تلك الأخطاء في الإنترنت، وهذا غير صحيح إطلاقاً، لأن الدراسات الإحصائية لعدد جذور لسان العرب لم تتجاوز 10 آلاف، فقد بلغت في إحصاء علي حلمي موسى (9273) جذراً. وقلة عدد الجذور العربية في المعاجم القديمة والمعاصرة أمر معروف لدى أهل الاختصاص لأنها من خصائص اللغة العربية الاشتقاقية، يؤكد ذلك ما ورد في دراسة أعدها يحيى مير علم، تضمنت نتائج إحصائيات الجذور العربية في الدراسات الإحصائية المعاصرة، وقد اشتملت على ما ورد من جذور في القرآن الكريم وفي المعجم الحاسوبي ولسان العرب ومعجم الصحاح وتاج العروس والمعجم الوسيط ودراسة إحصائية للمعجم العربي التي اعتمدت على 5 معاجم قديمة.

## الطبعات
طُبع الكتاب مرات عديدة أوَّلُها بدار المعارف في تونس ومن ثم صدر في 20 مجلداً في بولاق سنة 1299 هجرية، ثم بمصر سنة 1330 هجرية. والعديد من الطبعات الحديثة التي جاءت في 15 مجلداً كطبعة دار صادر في بيروت سنة 1968 ودار لسان العرب عام 1970 م.
أعاد يوسف خياط ونديم مرعشلي بناء المعجم على الحرف الأول من الكلمة وأضافا إليه المصطلحات العلمية التي أقرتها المجامع العلمية في سوريا ومصر والعراق والجامعات العربية. ومن أحدث الطبعات للمعجم طبعة دار إحياء التراث العربي في بيروت وقد صدرت في 18 مجلداً ثلاثة منها للفهارس، وقد اعتمدت على تنظيم المواد على الترتيب الأبجدي.

## طريقة البحث في الكتاب
1. تُجرّد الكلمة من الزوائد - مثل حروف العلة -.
2. تَردُّها إلى أصلها - وهو الفعل الماضي إن كانت فعل والاسم المفرد ان كانت اسم -.
3. تبحثُ عنها في باب آخر حرف منها - في حال كان الترتيب على آخر حرف من الجذر الثلاثي -.

فَكَلِمة (ضرب) تجدُها في: (حرف الباء) ، فصل: (الضاد) ، وكلمة (اتحاد) إذا جرّدتها من الزوائد تصبح : (وَحَدَ) ، فتجدها في: (حرف الدال) ، فصل (الواو).